# Von-Leffern-Knoten
Der Von-Leffern-Knoten ist ein Chirurgischer Knoten der minimalinvasiven Chirurgie, der außerhalb des Körpers (extrakorporal) geknüpft und zur Nahtstelle geschoben wird. Er verriegelt sich schlussendlich selbst.
Er zeichnet sich durch seine besondere Haltekraft bei minimalem Knotenvolumen aus. Der Knoten lässt sich leicht erlernen und auch in abgedunkelten Bereichen einfach legen, da die Schritte auch ohne Visualisierung vollzogen werden können.
Gegenüber den drei bekanntesten Gleitknoten der Laparoskopie, dem Melzer-Bueß-Knoten, dem Röder-Knoten und dem Weston-Knoten ist der Von-Leffern-Knoten bei vergleichbarer Haltekraft signifikant leichter und weniger voluminös. Dieses wird dadurch erreicht, dass der Knoten unter Spannung kippt und formschlüssig blockiert, während die anderen Knoten die Haltekraft lediglich über Reibung erzeugen.
Der Von-Leffern-Knoten wurde von Ingo von Leffern, Chefarzt der Abteilung für Gynäkologie und Geburtshilfe im Albertinen Krankenhaus (Hamburg, Schnelsen), entwickelt. 2001 verfasste er darüber seine Dissertation. Anfangs nannte er den Knoten „Schnelsener Knoten“, heute ist er als Von-Leffern-Knoten bekannt.

## Knüpfen

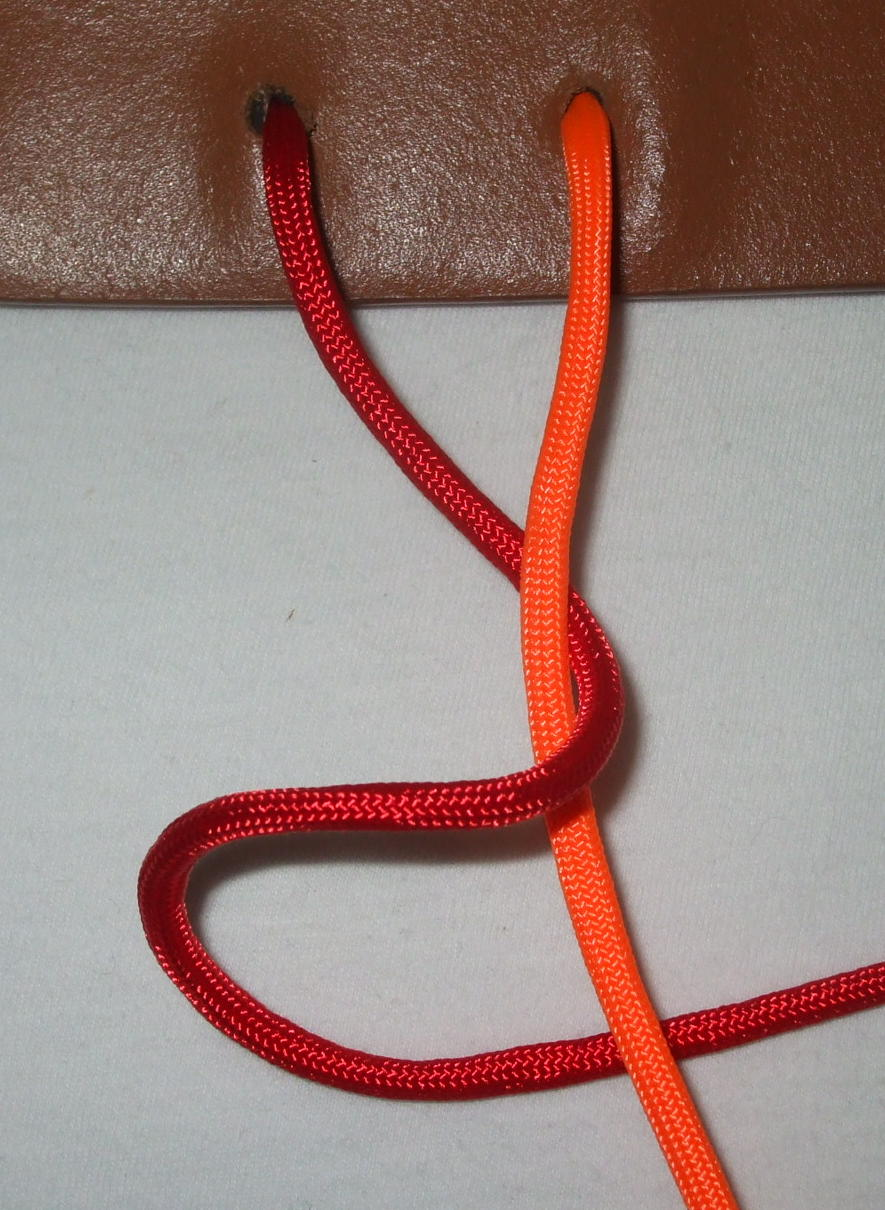
Schritt 1
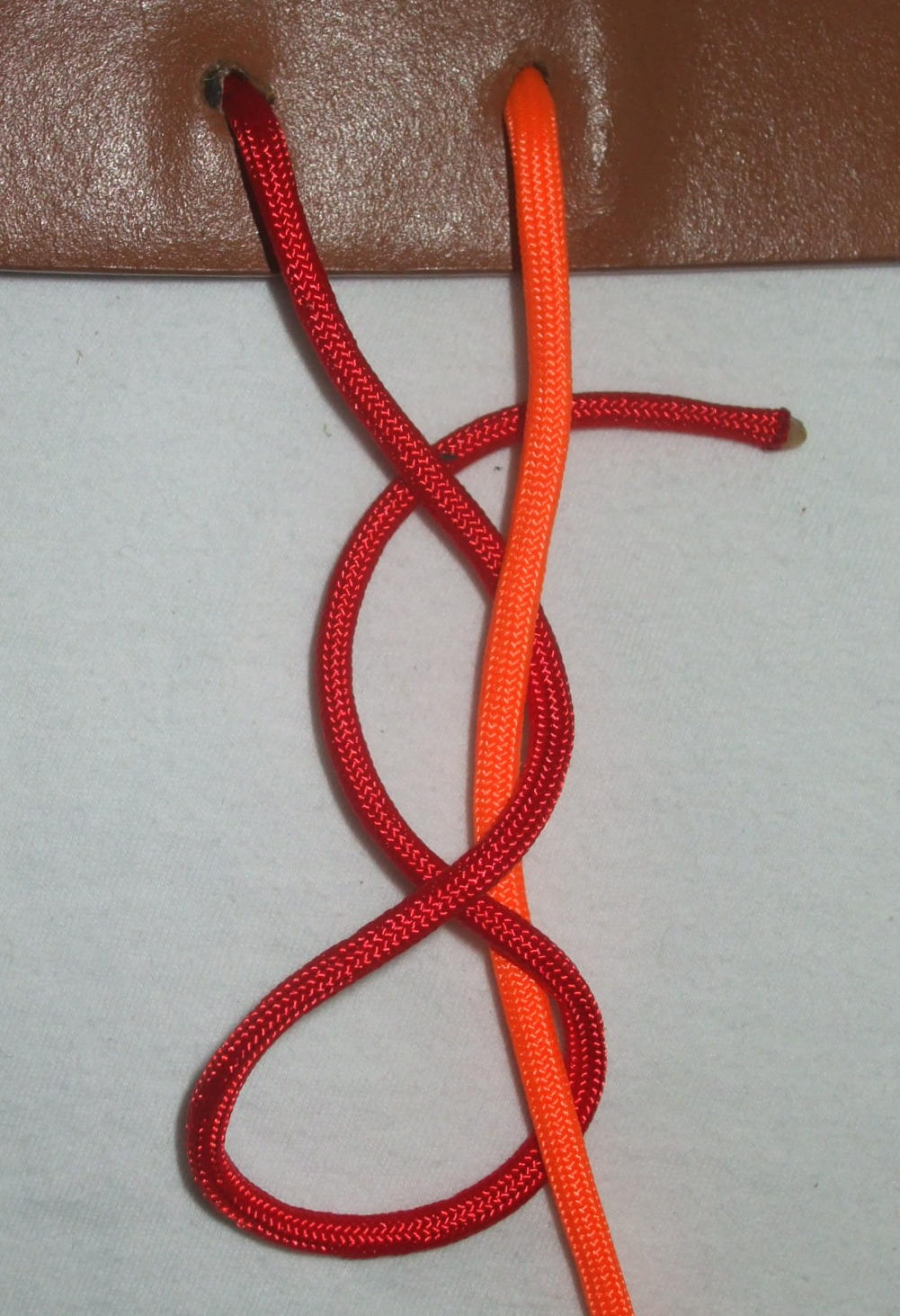
Schritt 2
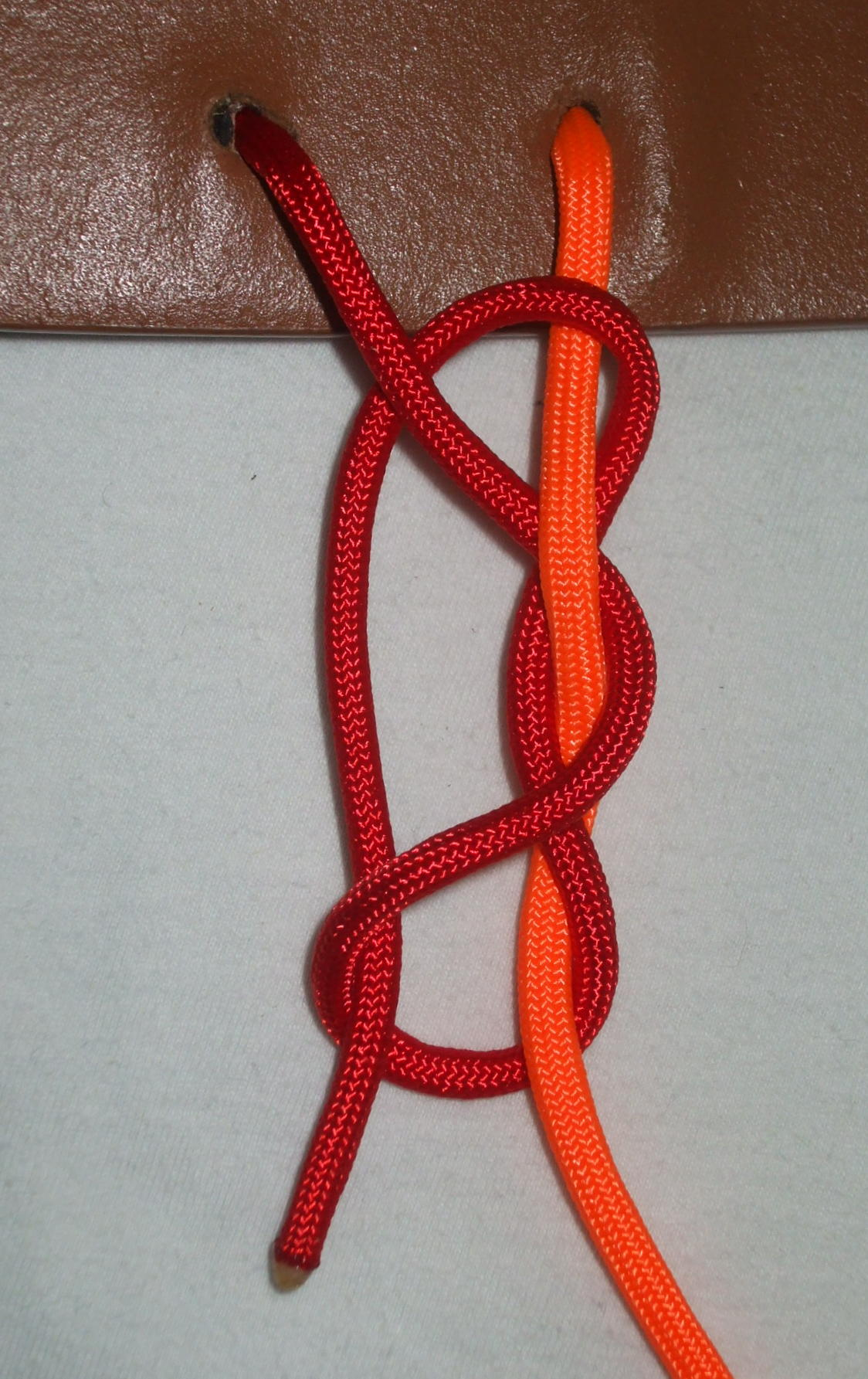
Schritt 3
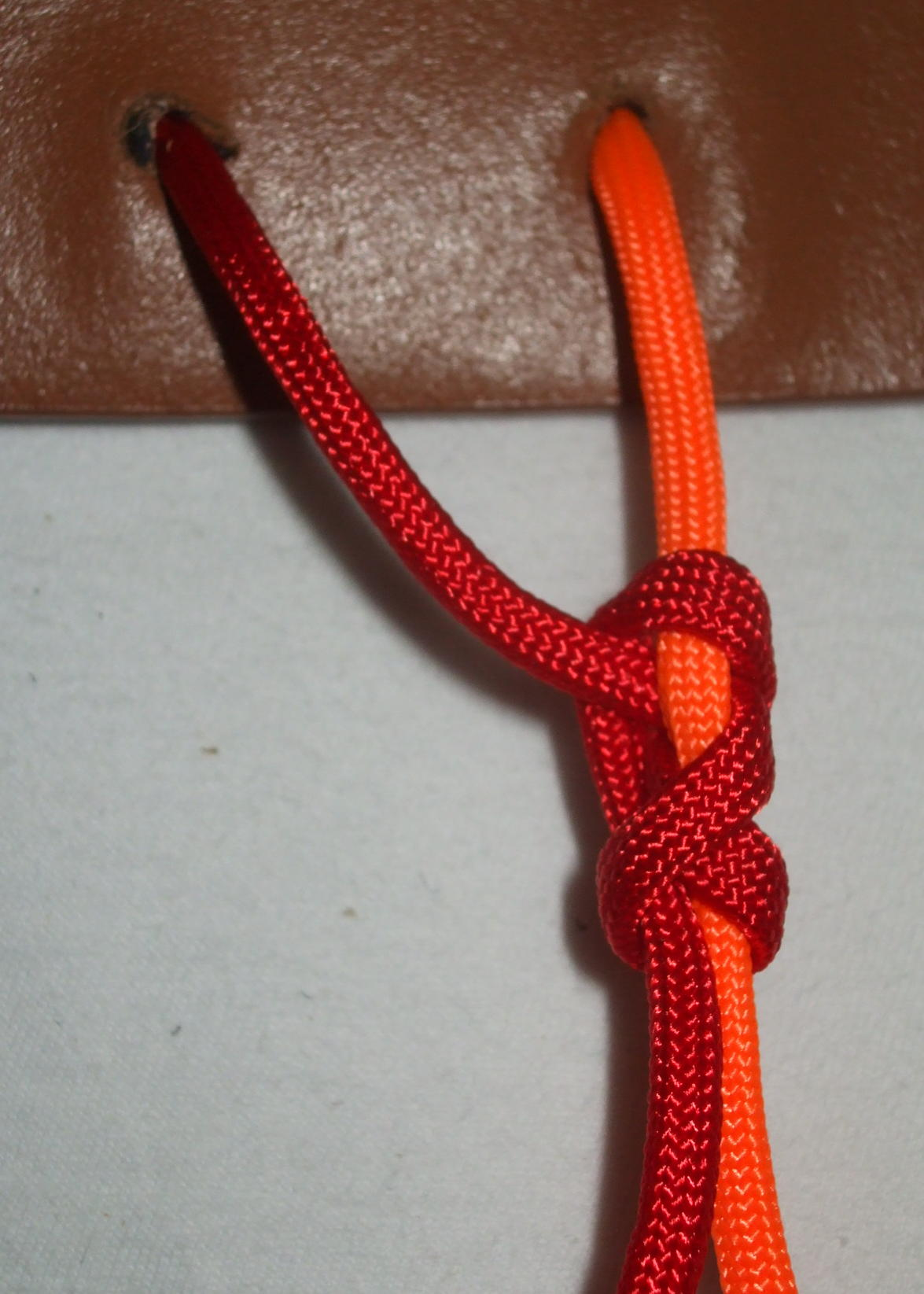
Dichtgeholter Knoten
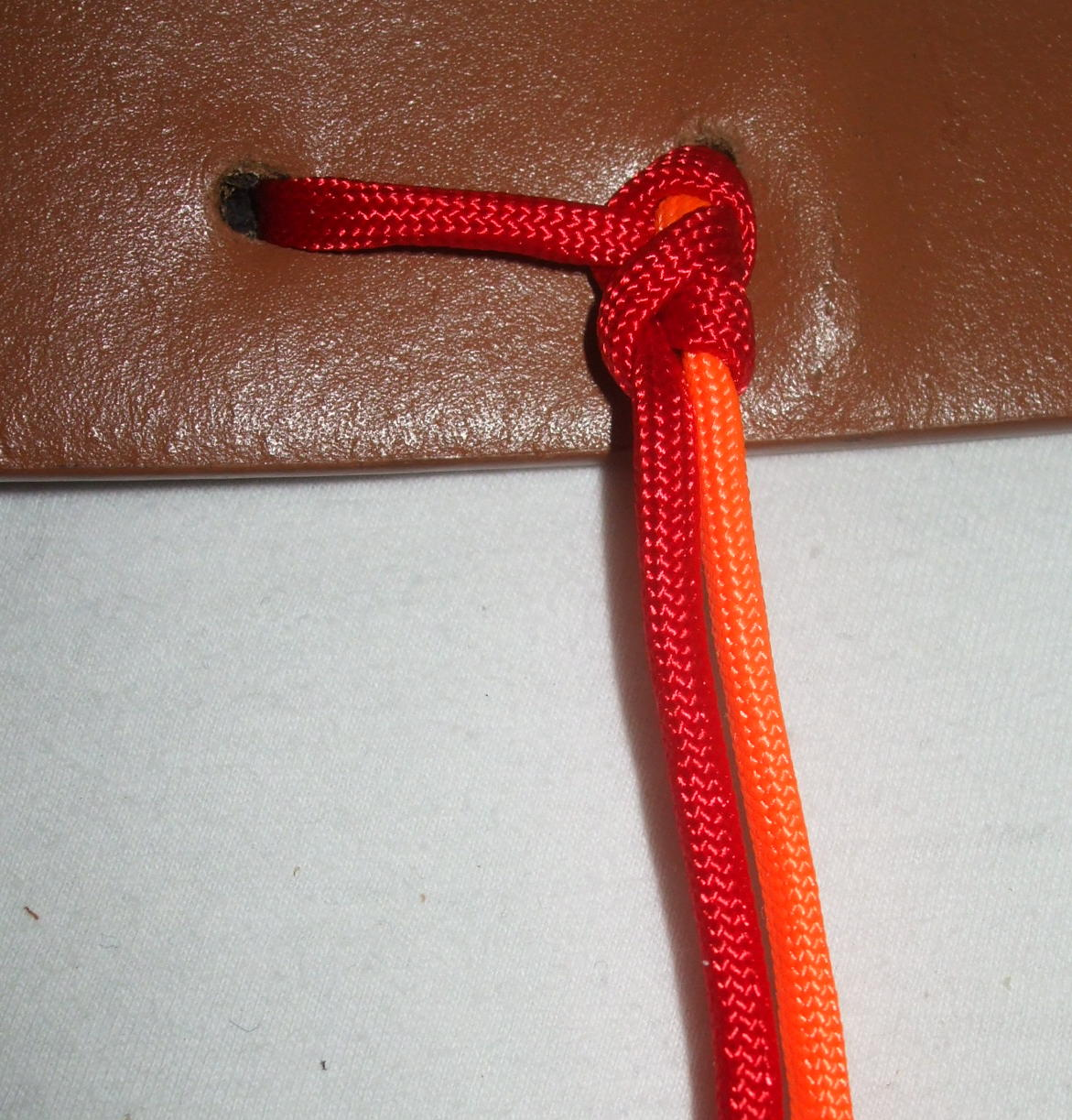
Fertig zugezogener Gleitknoten